# Psilonyx zephyrus
Psilonyx zephyrus là một loài ruồi trong họ Asilidae. Psilonyx zephyrus được Scarbrough miêu tả năm.